# Campeonato FIBA Asia S18 2008
El XX Campeonato FIBA Asia S18 de 2008 se llevó a cabo en el estadio Estadio Azadi en Teherán, Irán del 28 de agosto al 5 de septiembre.

## Equipos participantes
| Arabia Saudita China China Taipéi Corea del Sur | Emiratos Árabes Unidos Filipinas Hong Kong India | Irán Japón Jordania Kazajistán | Líbano Malasia Siria |

## Ronda Preliminar

### Grupo A
|   | Equipo    | Pts | PG | PP | PF  | PC  | Dif  |
| - | --------- | --- | -- | -- | --- | --- | ---- |
| 1 | China     | 6   | 3  | 0  | 332 | 169 | 163  |
| 2 | Japón     | 5   | 2  | 1  | 257 | 250 | 7    |
| 3 | India     | 4   | 1  | 2  | 230 | 258 | −28  |
| 4 | Hong Kong | 3   | 0  | 3  | 185 | 327 | −142 |

| 28 de agosto, 9:00      | China                   | 115-61                  | Hong Kong              |  |
|                         |                         |                         |                        |  |
| Parciales: 55-22, 60-39 | Parciales: 55-22, 60-39 | Parciales: 55-22, 60-39 | Estadio Azadi, Teherán |  |

| 28 de agosto, 15:00     | Japón                   | 96-71                   | India                  |  |
|                         |                         |                         |                        |  |
| Parciales: 43-42, 53-29 | Parciales: 43-42, 53-29 | Parciales: 43-42, 53-29 | Estadio Azadi, Teherán |  |

| 29 de agosto, 11:00     | Hong Kong               | 60-102                  | Japón                  |  |
|                         |                         |                         |                        |  |
| Parciales: 27-39, 33-63 | Parciales: 27-39, 33-63 | Parciales: 27-39, 33-63 | Estadio Azadi, Teherán |  |

| 29 de agosto, 15:00     | India                   | 49-98                   | China                  |  |
|                         |                         |                         |                        |  |
| Parciales: 25-51, 24-47 | Parciales: 25-51, 24-47 | Parciales: 25-51, 24-47 | Estadio Azadi, Teherán |  |

| 30 de agosto     | China            | 119-59           | Japón                  |  |
|                  |                  |                  |                        |  |
| Parciales: 56-20 | Parciales: 56-20 | Parciales: 56-20 | Estadio Azadi, Teherán |  |

| 30 de agosto     | Hong Kong        | 64-110           | India                  |  |
|                  |                  |                  |                        |  |
| Parciales: 33-55 | Parciales: 33-55 | Parciales: 33-55 | Estadio Azadi, Teherán |  |

### Grupo B
|   | Equipo         | Pts | PG | PP | PF  | PC  | Dif |
| - | -------------- | --- | -- | -- | --- | --- | --- |
| 1 | Corea del Sur  | 6   | 3  | 0  | 246 | 228 | 18  |
| 2 | Kazajistán     | 5   | 2  | 1  | 264 | 216 | 48  |
| 3 | Jordania       | 4   | 1  | 2  | 258 | 262 | −4  |
| 4 | Arabia Saudita | 3   | 0  | 3  | 252 | 314 | −62 |

| 28 de agosto, 11:00     | Arabia Saudita          | 83-110                  | Jordania               |  |
|                         |                         |                         |                        |  |
| Parciales: 37-62, 46-48 | Parciales: 37-62, 46-48 | Parciales: 37-62, 46-48 | Estadio Azadi, Teherán |  |

| 28 de agosto, 13:00     | Corea del Sur           | 65-62                   | Kazajistán             |  |
|                         |                         |                         |                        |  |
| Parciales: 36-33, 29-29 | Parciales: 36-33, 29-29 | Parciales: 36-33, 29-29 | Estadio Azadi, Teherán |  |

| 29 de agosto, 9:00      | Jordania                | 69-78                   | Corea del Sur          |  |
|                         |                         |                         |                        |  |
| Parciales: 31-43, 38-35 | Parciales: 31-43, 38-35 | Parciales: 31-43, 38-35 | Estadio Azadi, Teherán |  |

| 29 de agosto, 13:00     | Kazajistán              | 101-72                  | Arabia Saudita         |  |
|                         |                         |                         |                        |  |
| Parciales: 49-27, 52-45 | Parciales: 49-27, 52-45 | Parciales: 49-27, 52-45 | Estadio Azadi, Teherán |  |

| 30 de agosto     | Corea del Sur    | 103-97           | Arabia Saudita         |  |
|                  |                  |                  |                        |  |
| Parciales: 43-40 | Parciales: 43-40 | Parciales: 43-40 | Estadio Azadi, Teherán |  |

| 30 de agosto     | Kazajistán       | 101-79           | Jordania               |  |
|                  |                  |                  |                        |  |
| Parciales: 56-46 | Parciales: 56-46 | Parciales: 56-46 | Estadio Azadi, Teherán |  |

### Grupo C
|   | Equipo                 | Pts | PG | PP | PF  | PC  | Dif |
| - | ---------------------- | --- | -- | -- | --- | --- | --- |
| 1 | Líbano                 | 4   | 2  | 0  | 163 | 145 | 18  |
| 2 | China Taipéi           | 3   | 1  | 1  | 194 | 160 | 34  |
| 3 | Filipinas              | 3   | 1  | 1  | 190 | 182 | 8   |
| 4 | Emiratos Árabes Unidos | 2   | 0  | 2  | 115 | 165 | −50 |

| 28 de agosto, 20:00     | China Taipéi            | 105-106                 | Filipinas              |  |
|                         |                         |                         |                        |  |
| Parciales: 34-45, 71-61 | Parciales: 34-45, 71-61 | Parciales: 34-45, 71-61 | Estadio Azadi, Teherán |  |

| 28 de agosto, 22:00     | Líbano                  | 76-61                   | Emiratos Árabes Unidos |  |
|                         |                         |                         |                        |  |
| Parciales: 36-18, 40-43 | Parciales: 36-18, 40-43 | Parciales: 36-18, 40-43 | Estadio Azadi, Teherán |  |

| 29 de agosto, 19:00     | Filipinas               | 84-87                   | Líbano                 |  |
|                         |                         |                         |                        |  |
| Parciales: 45-39, 39-48 | Parciales: 45-39, 39-48 | Parciales: 45-39, 39-48 | Estadio Azadi, Teherán |  |

| 29 de agosto, 21:00     | Emiratos Árabes Unidos  | 54-89                   | China Taipéi           |  |
|                         |                         |                         |                        |  |
| Parciales: 35-51, 19-38 | Parciales: 35-51, 19-38 | Parciales: 35-51, 19-38 | Estadio Azadi, Teherán |  |

| 30 de agosto     | Líbano           | 80-95            | China Taipéi           |  |
|                  |                  |                  |                        |  |
| Parciales: 33-46 | Parciales: 33-46 | Parciales: 33-46 | Estadio Azadi, Teherán |  |

| 30 de agosto     | Filipinas        | 73-54            | Emiratos Árabes Unidos |  |
|                  |                  |                  |                        |  |
| Parciales: 41-24 | Parciales: 41-24 | Parciales: 41-24 | Estadio Azadi, Teherán |  |

### Grupo D
|   | Equipo  | Pts | PG | PP | PF  | PC  | Dif |
| - | ------- | --- | -- | -- | --- | --- | --- |
| 1 | Irán    | 2   | 1  | 0  | 102 | 61  | 41  |
| 2 | Siria   | 2   | 1  | 0  | 100 | 63  | 37  |
| 3 | Malasia | 2   | 0  | 2  | 124 | 202 | −78 |

| 28 de agosto, 18:00     | Malasia                 | 61-102                  | Irán                   |  |
|                         |                         |                         |                        |  |
| Parciales: 41-50, 20-52 | Parciales: 41-50, 20-52 | Parciales: 41-50, 20-52 | Estadio Azadi, Teherán |  |

| 29 de agosto, 17:00     | Siria                   | 100-63                  | Malasia                |  |
|                         |                         |                         |                        |  |
| Parciales: 42-19, 58-44 | Parciales: 42-19, 58-44 | Parciales: 42-19, 58-44 | Estadio Azadi, Teherán |  |

| 30 de agosto     | Irán             | 100-73           | Siria                  |  |
|                  |                  |                  |                        |  |
| Parciales: 49-28 | Parciales: 49-28 | Parciales: 49-28 | Estadio Azadi, Teherán |  |